# Tretjärnen, Gästrikland
Tretjärnen är en sjö i Ockelbo kommun i Gästrikland och ingår i Gavleåns huvudavrinningsområde. Sjön har en area på 0,19 kvadratkilometer och ligger 104 meter över havet. Sjön avvattnas av vattendraget Hällsjöbäcken.

## Delavrinningsområde
Tretjärnen ingår i det delavrinningsområde (674249-155252) som SMHI kallar för Inloppet i Hällsjön. Medelhöjden är 102 meter över havet och ytan är 18,87 kvadratkilometer. Det finns inga avrinningsområden uppströms utan avrinningsområdet är högsta punkten. Hällsjöbäcken som avvattnar avrinningsområdet har biflödesordning 3, vilket innebär att vattnet flödar genom totalt 3 vattendrag innan det når havet efter 57 kilometer. Avrinningsområdet består mestadels av skog (85 procent). Avrinningsområdet har 0,36 kvadratkilometer vattenytor vilket ger det en sjöprocent på 1,9 procent.